# Tchatchou
Tchatchou est l'un des sept arrondissements de la commune de Tchaourou dans le département du Borgou au Bénin.

## Géographie
L'arrondissement de Tchatchou est situé au nord-est du Bénin et compte 6 villages que sont Badekparou, Bah Maman Boni, Kinnou-kpannou, Koubou, Tchatchou et Tekparou.

## Démographie
Selon le recensement de la population de 2013 conduit par l'Institut national de la statistique et de l'analyse économique (INSAE), Tchatchou compte 47 841 habitants.

## Faunes

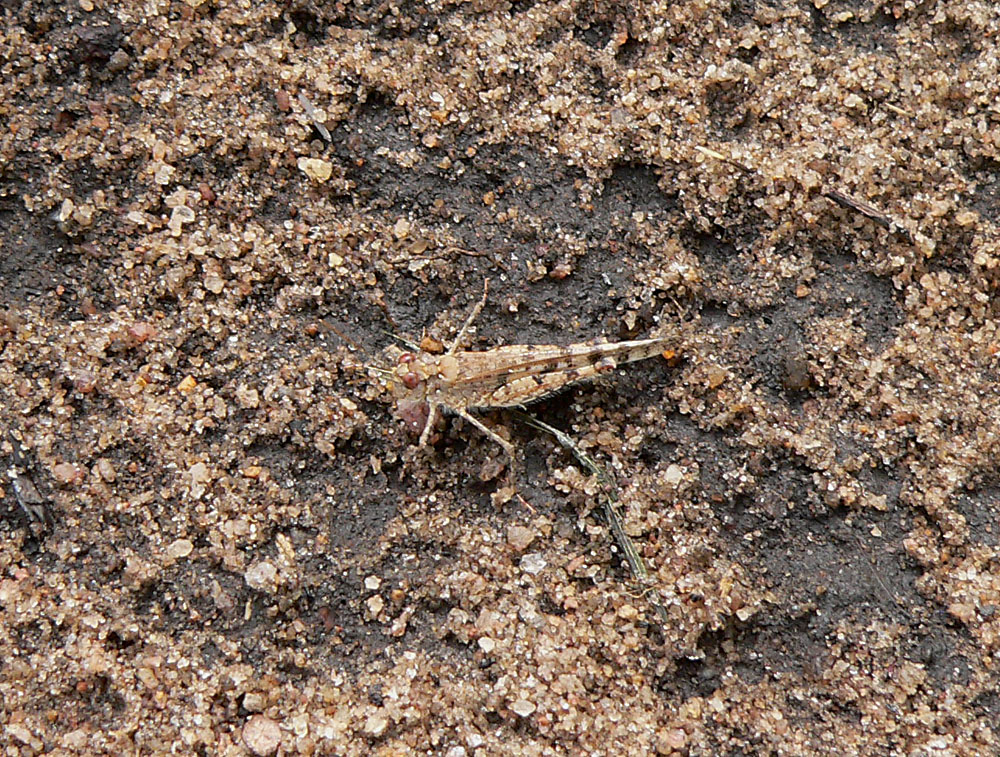
Acrotylus blondeli.